# Гловер, Ричард (поэт)
Ричард Гловер (англ. Richard Glover; 1712—1785) — английский поэт, писатель и политический деятель.

## Биография
Ричард Гловер родился 1712 году в городе Лондоне. Получил образование в Cheam School. Будучи по профессии купцом, с 1760 до 1768 года был членом Палаты общин. 
В 1737 году он напечатал большую поэму «Леонид» — описание защиты греками Фермопил, рельефно выдвигающее превосходство свободы над рабством. 
В 1739 году появилась поэма Говера «London», которая, будучи направлена против испанцев, заклятых врагов Англии, имела громадный успех на родине поэта. 
Очень популярным было и стихотворение «Admiral Hosier’s Ghost», тоже воинственно-патриотического содержания. 
Трагедии Гловера «Воadicea» (1753) и «Medea» (1761) пользовались у современников куда меньшим успехом. 
Ричард Гловер умер 25 ноября 1785 года.
После смерти поэта, появилась его поэма «Atheniad», оказавшаяся продолжением «Леонида»; она охватывает период войны от смерти Леонида до битвы при Платее. По отзывам некоторых литературных критиков, по своим литературным достоинствам поэма эта стоит ещё выше первой части «Leonidas».